# Gabriela Caballero
Gabriela Elizabeth Caballero (Santa Elena, Argentina; 17 de diciembre de 1991) es una futbolista argentina. Juega como arquera en el Club Atlético Atlanta de la Primera División B.

## Trayectoria
Gabriela Caballero nació en la provincia de Entre Ríos, en Argentina, en 1991. Es hermana del futbolista argentino Willy Caballero.
Entre los 12 y 20 años, Caballero jugó al voleibol en su ciudad natal, Santa Elena. En esta disciplina, fue campeona en cinco ocasiones consecutivas de los Juegos Evita con la selección provincial.
Se licenció en psicología sistemática y tiene una especialización en deporte de alto rendimiento y amateur; su tesis se tituló Creencias en torno a la práctica de fútbol femenino.
En 2015 debutó como arquera en el Huracán, posteriormente jugó en el Platense y en UBA, en el cual fue titular durante dos temporadas. Después atajó una pretemporada en el Club Atlético Independiente. Jugó seis partidos con el Club Atlético Argentino de Merlo pero por falta de tiempo no pudo seguir.
Fue psicóloga deportiva del Club Atlético Boca Juniors femenino. En febrero de 2021 se convirtió en integrante del staff de la Selección de futbol Argentina.